# 74 Pułk Piechoty (LWP)
74 pułk piechoty (74 pp) – oddział piechoty ludowego Wojska Polskiego.
Pułk sformowany został w 1951, w garnizonie Jarosław, w składzie 30 Dywizji Piechoty. W październiku 1952 podporządkowany został dowódcy 9 DP. Rozformowany w grudniu 1952.

## Skład organizacyjny
dowództwo i sztab
- 2 bataliony piechoty
- artyleria pułkowa
  - dwie baterie armat 76 mm
  - bateria moździerzy
- pułkowa szkoła podoficerska
- kompanie: łączności, gospodarcza
- pluton: saperów

Stan etatowy wynosił 1234 żołnierzy